# Christkind

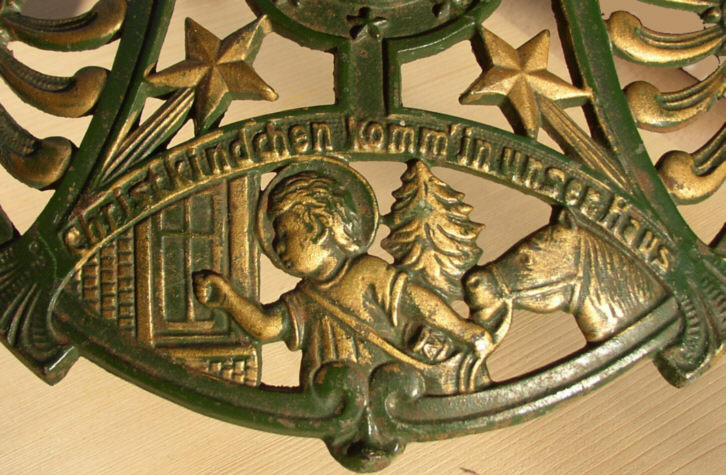
Christkind.

Das Christkind (tyska för "Krist[us]barnet", d.v.s. Jesusbarnet, uttalas [ˈkʁɪstkɪnt]) är traditionellt den som delar ut julklapparna i Österrike, Tjeckien, Kroatien, delar av Tyskland, Italien, Liechtenstein, Portugal, Schweiz, Slovakien, Ungern, Frankrike, delar av spansktalande Latinamerika, samt delar av Brasilien och Acadianaregionen i Louisiana i USA. I Italien talar man om Gesù Bambino och i Portugal Menino Jesus (italienska respektive portugisiska för "Jesusbarnet"), och i Ungern Jézuska (ungerska för "Lille Jesus"), i Slovakien Ježiško ("Lille Jesus") och i Tjeckien Ježíšek ("Lille Jesus").
Även i Sverige fanns det en tradition runt christkind, även kallad kinkenjes från lågtyskan, dokumenterad sedan 1600-talet fram till mitten av 1800-talet. Flera av dess attribut, som vit klänning och ljuskrona blandades med luciafirandet på 1700-talet.
När Martin Luther genomförde den protestantiska reformationen försökte man minska Nikolaus betydelse, och många protestanter bytte då julklappsutdelare till das Christkind eller das Christkindl (dialektalt för das Christkindel, "lilla Krist[us]barnet", diminutiv av das Christkind), och datumet lades om från 6 december till julafton.
Christkind är välkänd bland tyska barn, men har ganska få likheter med Jesusbarnet i Betlehem. Christkind-traditionen antogs även av katoliker under 1800-talet, samtidigt som Christkind ersattes av mer eller mindre sekulära versioner av Sankt Nikolaus/jultomten hos protestanterna.
Christkindl har fått en gata i staden Steyr i Österrike namngiven efter vaxstatyn i stadens kyrka.